# Robert-Koch-Schule (Clausthal-Zellerfeld)
Die Robert-Koch-Schule (kurz auch: RKS) ist ein allgemein bildendes Gymnasium und offene Ganztagsschule in Clausthal-Zellerfeld.

## Geschichte

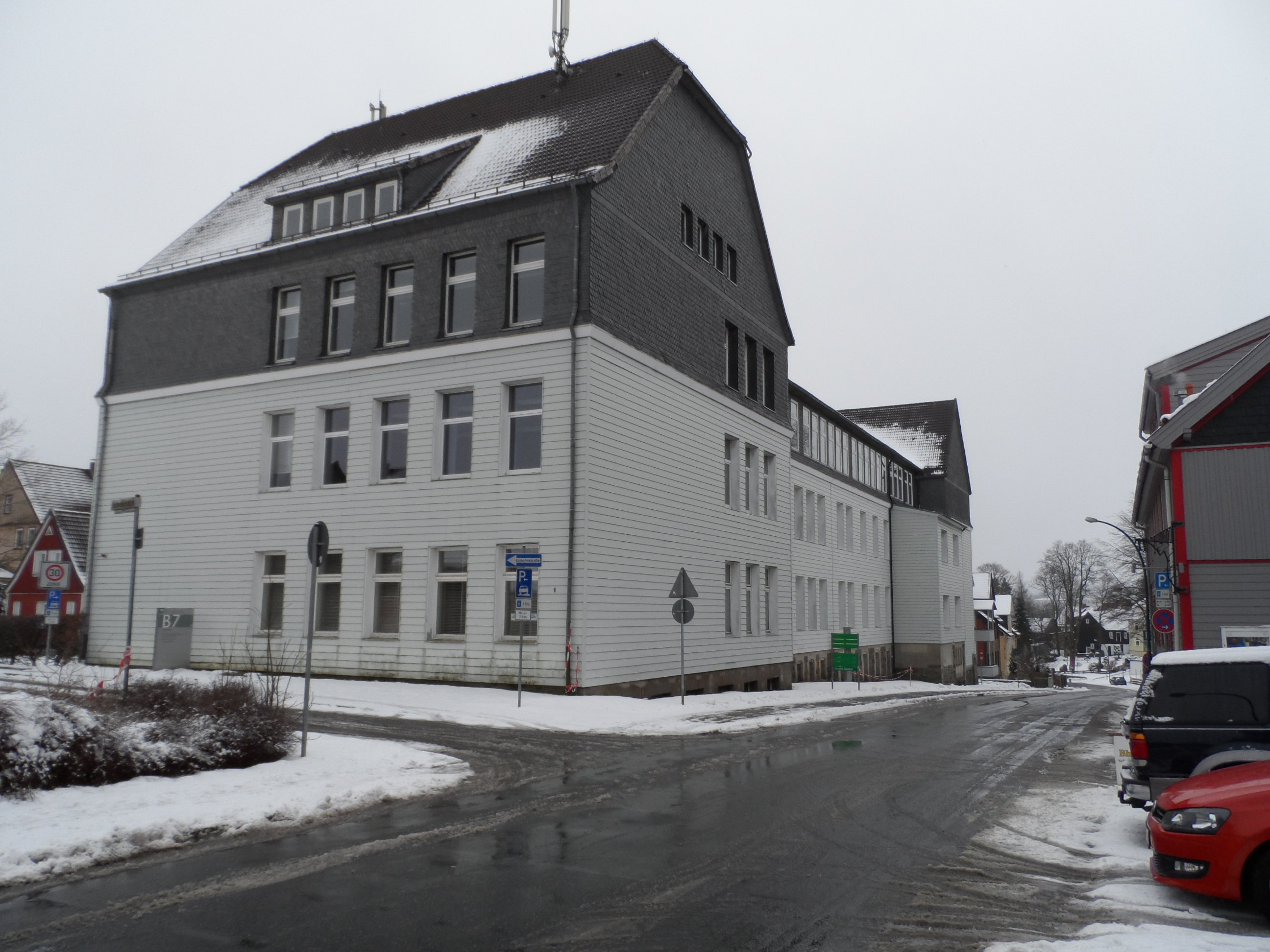
Schulgebäude der RKS 1905–1969, heute Institut für Mathematik der TU Clausthal. Die Fassade wurde nach 1969 stark verändert.

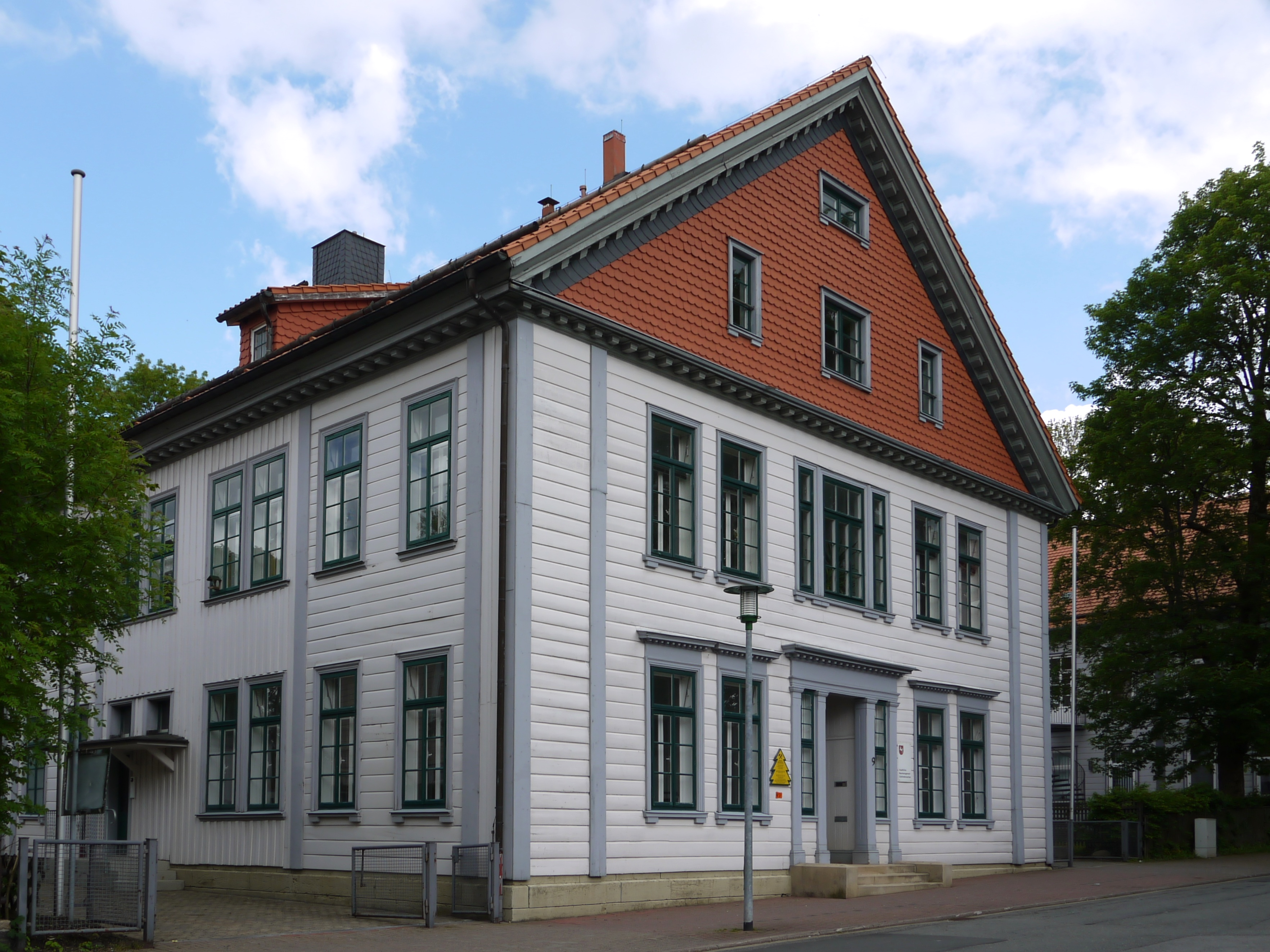
Schulgebäude des Clausthaler Gymnasiums 1845–1905. Heute Sitz des Staatlichen Baumanagement Südniedersachsen

Die Geschichte der Schule reicht bis in das Jahr 1597 zurück. Seinerzeit wurde die Schule als Lateinschule betrieben. 1831 wurde die Schule zu einem „Gymnasium erster Klasse“ erklärt und auch das erste Abitur abgelegt. Im Jahre 1928 wurde sie nach ihrem berühmtesten Abiturienten Robert Koch umbenannt, der hier 1862 sein Abitur ablegte. Zu dieser Zeit befand sich das 1844 erbaute Schulgebäude in der Clausthaler Graupenstraße; dieses Bauwerk wird heute vom Staatlichen Baumanagement genutzt. 1905 wurde ein neu errichtetes Schulgebäude in der Erzstraße bezogen, welches heute dem Institut für Mathematik der TU Clausthal als Unterkunft dient. Aufgrund von steigenden Schülerzahlen wurde von 1967 bis 1969 in der Berliner Straße ein Neubau errichtet, der 1969 bezogen werden konnte.
Anfangs kamen die Schüler aus dem gesamten Landkreis Zellerfeld, der 1972 aufgelöst wurde. Heute kommen die Schüler aus dem Gebiet der Berg- und Universitätsstadt Clausthal-Zellerfeld einschließlich ihrer Ortsteile Altenau, Schulenberg im Oberharz, Wildemann und Buntenbock. Des Weiteren wird die Schule noch von Schülern aus Hahnenklee, Sankt Andreasberg und Lautenthal besucht.

## Schüleraustausch und Partnerschaften
Im Jahr 1964 gab es den ersten Schüleraustausch zwischen der Robert-Koch-Schule und dem Lycée Napoléon in Clausthal-Zellerfelds französischer Partnerstadt L’Aigle.
Seit den 1990er Jahren besteht zwischen Clausthal-Zellerfeld und Freiberg eine Städtepartnerschaft, aus der ein regelmäßig stattfindender Schüleraustausch mit der Partnerschule, dem Geschwister-Scholl-Gymnasium Freiberg, hervorging. In Jahrgangsstufe 8 findet seit 2017 ein bilingualer Austausch mit dem niederländischen Amersfoort statt.
Weitere Partnerschaften und in der Oberstufe stattfindende Schüleraustausche bestehen zu Krakau und Oborniki in Polen und seit 1992 zu Spišská Nová Ves in der Slowakei.

## Besonderheiten

### Sinnspruch aus dem Bergbau

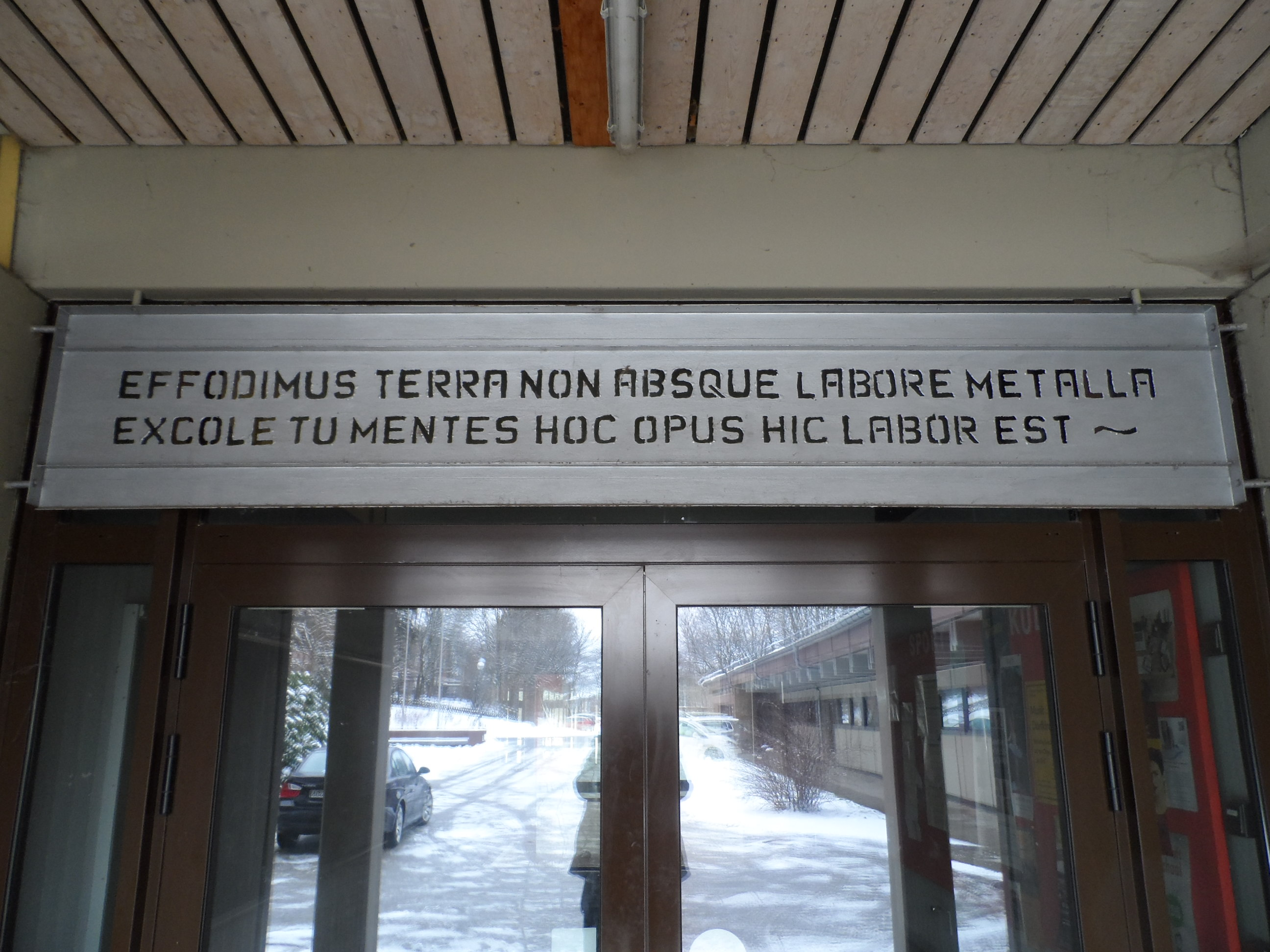
Inschrift über dem Haupteingang

1724 wurde beim Neubau der Schule unter Rektor Fahsius ein eigener Sinnspruch geprägt, der an die Bergbautradition von Clausthal erinnert:

“Effodimus terra non absque labore metalla
Excole tu mentes, hoc opus, hic labor est”

„Wir fördern mühevoll aus der Erde die Erze, bilde du Herz und Verstand – dies soll dein Werk, soll deine Mühe sein!“

Dieser Sinnspruch findet sich auch heute wieder über dem Haupteingang des Schulgebäudes.

### Rote Aktion
Anfang der 1970er Jahre gab es an der Schule eine vom Sozialistischen Aktionskollektiv (SAK) herausgegebene Zeitung Rote Aktion. 1972 wurde vom Sozialistischen Aktionskollektiv die Broschüre Zur Praxis des Oberschulkampfes veröffentlicht, wobei es sich um das früheste und eines der wenigen theoretischen Dokumente einer Schülergruppe einer Vorläuferorganisation des Kommunistischen Bundes Westdeutschlands handelt. Diese Bewegung schlief aber spätestens Mitte der 1970er Jahre wieder ein.

### Skilanglauf und Leistungssport
Seit 1998 ist die Robert-Koch-Schule Partnerschule des Ski-Internats Harz. Angehende Biathleten können in einem Gebäude der Sportjugend Niedersachsen in Clausthal-Zellerfeld wohnen und trainieren. Für die Teilnahme an Wettkämpfen werden sie vom Unterricht freigestellt; der Stoff wird später in gesondert zu erteilenden Stunden nachgeholt. Dies erklärt den hohen Anteil erfolgreicher Biathleten unter ihren Absolventen.
Die Robert-Koch-Schule ist Partnerschule des Leistungssports.

### Computer-AG
2001 wurde eine Computer-AG für Senioren eingerichtet, die von Schülern der Robert-Koch-Schule angeleitet wurden.

### Kooperation mit der TU Clausthal
Mit der TU Clausthal besteht eine Kooperation. Mathematiklehrer der Schule sind an Mathematikbrückenkursen an der TU als Dozenten und Übungsleiter beteiligt und werden dort fortgebildet.

### Schulsanitätsdienst
Außerdem gibt es einen Schulsanitätsdienst, der von Schülern unter Anleitung eines Lehrers organisiert ist und zum Malteser Hilfsdienst gehört.

### Deutsch-französisches Sprachseminar
Alljährlich findet im Februar das deutsch-französische Sprachseminar statt, bei dem sowohl Schüler und Lehrkräfte der RKS, als auch französische Austauschschüler neben einem Skiangebot an Projekten arbeiten, Vorträge entwickeln und in der jeweiligen Fremdsprache darüber diskutieren.

### Schülerfirma zur Nepalhilfe
Es gibt seit 2013 eine Schülerfirma, die Bato Schülergenossenschaft, für die Nepalhilfe. Bekannt ist diesbezüglich der jährlich stattfindende Nepallauf, bei dem Teilnehmer eine bestimmte Anzahl an Runden laufen und diese von einem Sponsor in beliebiger Höhe bezahlt werden, sowie der Adventsmarkt im Dezember. 2022 sind ehemalige Abiturienten des Gymnasiums nach Nepal gereist, um sich ein Bild von einem durch Spenden wiederaufgebauten Kindergarten zu machen.

### Internationaler Chemie-Workshop
Seit 2015 findet jährlich der internationale Chemie-Workshop in der RKS und Teilen der Technischen Universität statt. Dabei bekommen in der Regel 25 Schüler unterschiedlicher Nationen die Gelegenheit, mit Lehrern und Vertretern der Universität, vertiefte Einblicke in die Chemie und einige Versuche zu gewinnen.

### Referenzschule Film
Im Jahr 2017 erhielt die RKS das Prädikat „Referenzschule Film“.

### Tanzsport
Für die umfangreiche Implementierung des Tanzsports an der Robert-Koch-Schule, sowohl durch eine Arbeitsgemeinschaft als auch im Sportunterricht, wurde dieser 2024 das Prädikat „Tanzsportbezogene Schule“ verliehen, das gegenwärtig nur eine weitere Schule in Niedersachsen führen darf.

## Besondere Unterrichtsangebote

### Das Fach Selbstbestimmtes Lernen
Seit dem Schuljahr 2013/2014 wurden die Unterrichtsstunden rhythmisiert. Dies bedeutet, dass die erste Stunde eine Länge von 40 Minuten sowie alle übrigen Stunden eine Länge von 80 Minuten haben. Gleichzeitig wird von Jahrgang 5 bis 13 das Fach Selbstbestimmtes Lernen (SBL) vierstündig erteilt. Da die anderen Unterrichtsfächer hierfür gekürzt wurden, entsteht für die Schüler kein zusätzlicher Unterricht. Ziel des Selbstbestimmten Lernens ist es, Lerntechniken zu entwickeln und diese in den übrigen Unterrichtsfächern vertieft anzuwenden.

### Fremdsprachenfolge
In Jahrgang 5 ist die erste Fremdsprache Englisch. Im zweiten Halbjahr der 5. Klasse wird zwischen den Fächern Französisch und Latein als zweite Fremdsprache ab Jahrgang 6 gewählt. Im Rahmen einer Arbeitsgemeinschaft ist die zusätzliche Teilnahme an Spanisch möglich.

### Wahlpflichtangebot in Jahrgang 11
Schülern ist die Möglichkeit gegeben, die von Jahrgang 6 bis 10 durchgängig geführte zweite Fremdsprache (Französisch oder Latein) im 11. Jahrgang abzuwählen und durch Fächer im Rahmen des Wahlpflichtangebots zu ersetzen.

### Oberstufenangebot
Die Robert-Koch-Schule bietet den sprachlichen, den gesellschaftswissenschaftlichen und den mathematisch-naturwissenschaftlichen Schwerpunkt in der Qualifikationsphase an. Hervorzuheben sind Kurse auf erhöhtem Anforderungsniveau in Französisch, Biologie, Chemie und Physik.

## Europaschule in Niedersachsen
Im Schuljahr 2018/19 wurde der Robert-Koch-Schule, besonders aufgrund ihrer vielseitigen Auslandskontakte, der Titel „Europaschule  in Niedersachsen“ verliehen.

## Schulleiter
| Jahre                         | Schulleiter                                                                            |
| ----------------------------- | -------------------------------------------------------------------------------------- |
| 1643–1673                     | Andreas Möring                                                                         |
| 1673–1683                     | Michael Schneider                                                                      |
|                               |                                                                                        |
| 1713–1726                     | J.J. Fahsius                                                                           |
| 1807–1830                     | A. Chr. E. Dieckmann oder August Carl Ernst Dieckmann, der Vater von Hermann Dieckmann |
|                               |                                                                                        |
| 1831–                         | Vitus Demuth                                                                           |
| 1843–1865                     | Wilhelm Elster                                                                         |
| 1865–1870                     | Ernst Ziel                                                                             |
|                               |                                                                                        |
| Ostern 1923 – 24. Januar 1925 | Karl Hasler                                                                            |
| 11. Mai 1925– 1. Juni 1935    | Bruno Engelhardt (ab 1928 Robert-Koch-Schule)                                          |
| 1. Oktober 1935 – 1946        | Walther Schmiedeberg                                                                   |
| 1946(?) –1955                 | Carl Ahrens                                                                            |
| 1955–1972                     | Wilhelm Nothdurft                                                                      |
| 1972–1999                     | Helmut Radday                                                                          |
| 1999–2004                     | Carola Pliska                                                                          |
| 2004–2014                     | Gerjet Bontjes                                                                         |
| 2014–2020                     | Jutta Reusing                                                                          |
| seit 2020                     | Gunnar Demuth                                                                          |

Insgesamt lassen sich auch heute noch die Namen von 83 Schulleitern seit dem 16. Jahrhundert nachweisen. Hierbei sind allerdings auch die Schulleiter der früheren Zellerfelder Lateinschule mit erfasst, die vermutlich im 19. Jahrhundert mit dem Clausthaler Gymnasium fusionierte.

## Persönlichkeiten

### Lehrer
- Herbert Lommatzsch (1906–1999), Oberharzer Heimatforscher und Autor

### Schüler
- Julius Hoffmann (1812–1869), Pädagoge
- Georg Schulze (1807–1866), Theologe, Autor und Dichter
- Oskar Schreiber (1829–1905), Generalleutnant und Geodät
- Robert Koch (1843–1910), Mediziner und Nobelpreisträger
- Paul Ernst (1866–1933), Schriftsteller, besuchte die Schule 1876–1884
- Hans J. Müller-Eberhard (1927–1998), Immunologe
- Walter Bischoff (1928–2016), Bergingenieur und Verfasser des Kleinen Bergbaulexikons
- Dieter M. Richter (1930–1997), Geologe
- Jürgen Heraeus (* 1936), UNICEF-Vorsitzender
- Petra Emmerich-Kopatsch (* 1960), SPD-Politikerin
- Justus Teicke (* 1960), Wasserbauingenieur und Autor
- Jens Knissel (* 1962), Ingenieur und Hochschullehrer
- Bernhard Teicke (* 1966), General der Luftwaffe
- Daniel Böhm (* 1986), Biathlet
- Arnd Peiffer (* 1987), Biathlet
- Johannes Hinrich von Borstel (* 1988), Buchautor
- Annika Klose (* 1992), SPD-Politikerin, MdB